# Кулигин, Виталий Сергеевич
Виталий Сергеевич Кулигин (23.11.1922 — 14.05.1977) — советский военнослужащий, участник Великой Отечественной войны, полный кавалер ордена Славы, разведчик 30-й отдельной разведывательной роты, младший сержант — на момент представления к награждению орденом Славы 1-й степени.

## Биография
Родился 23 ноября 1922 года в городе Ярославле. Окончил 7 классов. Работал на автомобильном заводе.
В сентябре 1941 года был призван в Красную Армию. В запасном полку получил воинскую специальность сапера и только через 8 месяцев попал на фронт. Воевал в составе 44-го отдельного саперного батальона. Боевое крещение получил зимой 1942 года в боях под Старой Руссой: в составе разведгруппы участвовал в захвате языка, обеспечил разведчикам проход в минных полях, прикрывал их отход. Из 12 саперов к своим вернулся один Кулигин.
В дальнейшем сапер Кулигин участвовал в десятках операций, много раз в сложных условиях проделывал проходы в минных полях и проволочных заграждениях, обеспечивал нашим частям и подразделениям успешные прорывы во вражеской обороне, выполнял ответственные задания в тылу врага. 28 декабря 1943 года, все там же под Старой Руссой, группа саперов под командованием ефрейтора Кулигина разминировала дорогу и переустановила вражеские мины на направлении предполагаемой контратаки противников. За эту операцию командованием 51-й стрелковой дивизии ефрейтор Кулигин отмечен первой боевой наградой — медалью «За отвагу».
В ночь на 29 апреля 1944 года ефрейтор Кулигин с группой саперов в районе населенного пункта Зазерье под огнём противника подготовил два прохода в проволочных заграждениях, снял несколько десятков мин. В во время артиллерийского налета путём подрыва проволочных заграждений был образован ещё один проход шириной 30 м. На рассвете, когда пехота поднялась в атаку, саперы Кулигина шли в первых рядах. Непосредственно у вражеских траншей Кулигин снял ещё 23 мины. Наша пехота, вклинившись во вражескую оборону в результате неожиданной ночной атаки, в течение всего следующего дня с боями пробивалась вперед и к вечеру закрепилась на новых позициях. Саперы, прикрывая минными заграждениями подступы к нашей обороне, за короткую весеннюю ночь поставили свыше трехсот мин, 50 из которых установил лично Кулигин. Приказом от 11 мая 1944 года ефрейтор Кулигин Виталий Сергеевич награждён орденом Славы 3-й степени.
Осенью 1944 года саперам вновь пришлось много работать — уже на 1-м Прибалтийском фронте, когда наши войска готовились к прорыву вражеской обороны. В ночь на 6 сентябре 1944 года в районе в 10 км юго-восточнее города Бауска ефрейтор Кулигин, действуя в группе разведчиков, скрытно выдвинулся к переднему краю обороны противника. Определил границу минного поля, тип установленных мин и характер заграждений. Остальные разведчики в это время изучили систему проволочных заграждений, характер и расположение траншей. В ходе разведки обезвредил 8 противотанковых мин, из которых две незнакомой конструкции доставил в штаб батальона. Собранные разведывательной группой данные сыграли большую роль при разработке плана наступательной операции дивизии. Все участники разведки были отмечены боевыми наградами. Приказом от 24 сентября 1944 года ефрейтор Кулигин Виталий Сергеевич награждён орденом Славы 2-й степени.
В начале 1945 года, в боях в восточной Пруссии младший сержант Кулигин сражался в составе 30-й отдельной разведывательной роты. При овладении сильно укрепленным опорным пунктом Тюльксдорф в ночь на 23 февраля 1945 года, действуя в составе разведгруппы, Кулигин одним из первых проник в расположение противника. С двумя бойцами незаметно подобрался к вражескому пулемету, обойдя сарай с тыла, забросал его гранатами. Ворвавшись в сарай, автоматными очередями уложил пытавшихся бежать противников. Разведчики, поднявшись в атаку, овладели важным рубежом. Последние выстрелы сапер-разведчик сделал в апреле 1945 года в столице Восточной Пруссии.
Указом Президиума Верховного Совета СССР от 19 апреля 1945 года за образцовое выполнение заданий командования в боях с немецко-вражескими захватчиками младший сержант Кулигин Виталий Сергеевич награждён орденом Славы 1-й степени. Стал полным кавалером ордена Славы.
В 1947 году сержант Кулигин был демобилизован. Вернулся в город Ярославль, на родной завод. До последних дней работал в инструментальном цехе Ярославского моторного завода. Скончался 14 мая 1977 года. Похоронен на Западном гражданском кладбище города Ярославля.
Награждён орденами Красной Звезды, Славы 3-х степеней, медалями.
В Ярославле на доме, где жил ветеран, установлена мемориальная доска.